# Tvrdost vody

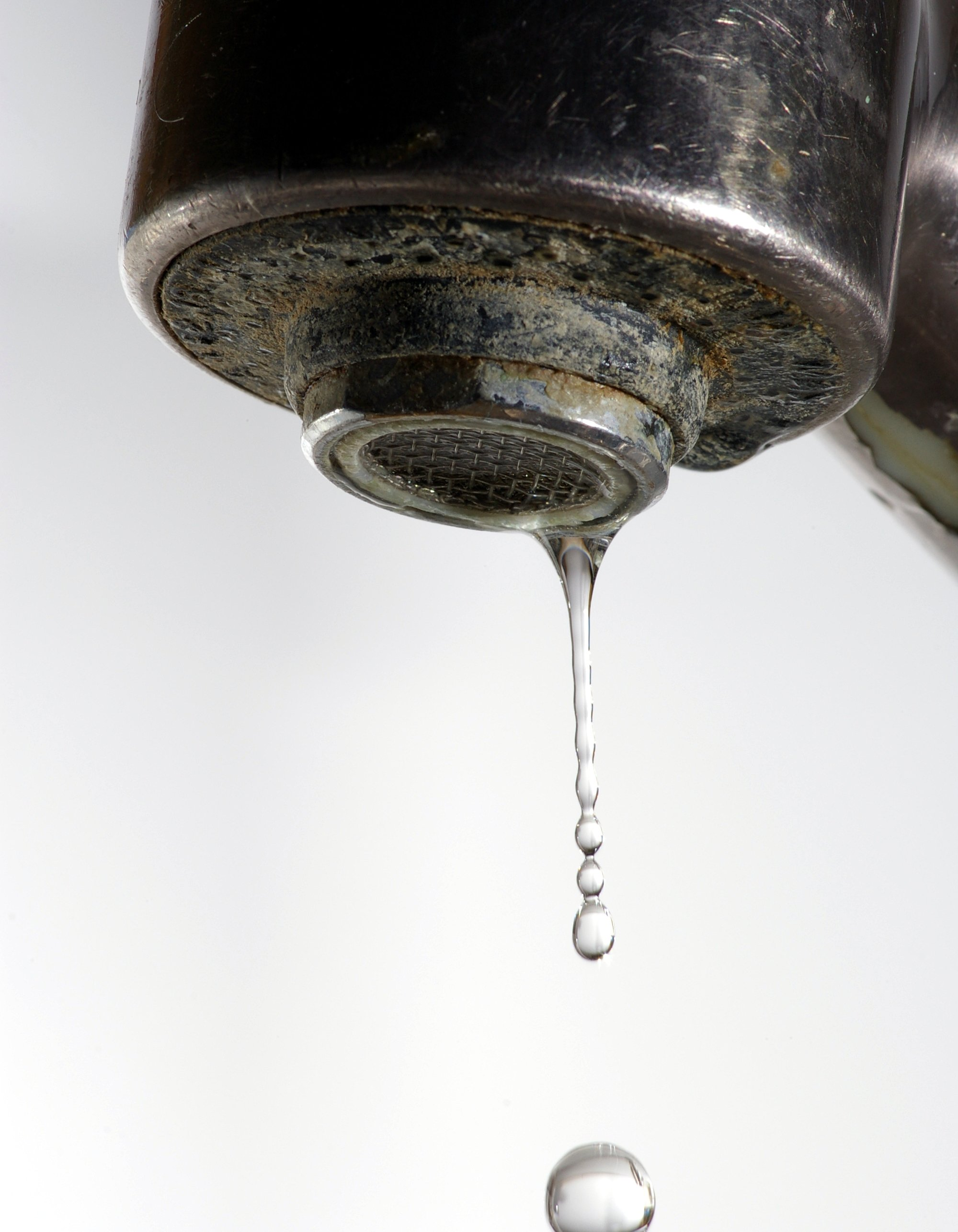
Tvrdost vody závisí na obsahu rozpuštěných nerostů.

Tvrdost vody je vlastnost, která vyjadřuje obsah rozpuštěných nerostů (nejčastěji CaO a MgO) ve vodě. Tvrdost vody má význam pro její využití jako pitné i užitkové vody. Je zdrojem tvorby vodního i kotelního kamene a ovlivňuje i chuťové vlastnosti vody.
Může být trvalá a přechodná. Trvalá obsahuje rozpuštěné chloridy, sírany (např. CaSO4), dusičnany a křemičitany. Přechodná obsahuje rozpuštěný Ca(HCO3)2 (hydrogenuhličitan vápenatý). Po jeho vysrážení vzniká CaCO3 (uhličitan vápenatý), což je vodní kámen.
Přechodnou tvrdost vody lze, na rozdíl od tvrdosti trvalé, odstranit varem.
V českých zemích se tvrdost vody měřila v tzv. německých stupních, kde jeden stupeň odpovídá 10 mg CaO/litr nebo 7,2 mg MgO/litr. Podle současných norem se vyjadřuje jako suma vápníku a hořčíku v mmol/l. Tato norma však byla zavedena poměrně nedávno. 1 mmol/l odpovídá 5,61 německého stupně. Voda s tvrdostí do 0,7 mmol/l se považuje za velmi měkkou, nad 3,75 mmol/l za velmi tvrdou.

## Přepočet tvrdosti vody
|                                     |            | °dH   | °e    | °fH   | ppm   | mval/l | mmol/l |
| ----------------------------------- | ---------- | ----- | ----- | ----- | ----- | ------ | ------ |
| německý stupeň                      | 1 °dH =    | 1     | 1,253 | 1,78  | 17,8  | 0,357  | 0,1783 |
| anglický stupeň                     | 1 °e =     | 0,798 | 1     | 1,43  | 14,3  | 0,285  | 0,142  |
| francouzský stupeň                  | 1 °fH =    | 0,560 | 0,702 | 1     | 10    | 0,2    | 0,1    |
| ppm CaCO3 (USA)                     | 1 ppm =    | 0,056 | 0,07  | 0,1   | 1     | 0,02   | 0,01   |
| mval/l iontů kovů alkalických zemin | 1 mval/l = | 2,8   | 3,51  | 5     | 50    | 1      | 0,50   |
| mmol/l iontů kovů alkalických zemin | 1 mmol/l = | 5,6   | 7,02  | 10,00 | 100,0 | 2,00   | 1      |

## Meze tvrdosti vody
Meze tvrdosti vody na stránkách společnosti Pražské vodovody a kanalizace:
| Pitná voda    | mmol/l    | °dH      | °F         |
| ------------- | --------- | -------- | ---------- |
| velmi tvrdá   | > 3,76    | > 21,01  | > 37,51    |
| tvrdá         | 2,51–3,75 | 14,01–21 | 25,01–37,5 |
| středně tvrdá | 1,26–2,5  | 7,01–14  | 12,51–25   |
| měkká         | 0,7–1,25  | 3,9–7    | 7–12,5     |
| velmi měkká   | < 0,7     | < 3,9    | < 7        |

### Normy na tvrdost teplé vody
ČSN 83 0616 jakost teplé vody (zrušena bez náhrady) a ČSN 75 7111 Pitná voda (zrušena bez náhrady) stanoví, že tvrdost teplé vody nesmí překročit 6°dH.